# دوبونا
دوبونا (به صربی: Dubona) یک منطقهٔ مسکونی در صربستان است که در ملادنوواتس واقع شده‌است.